# Taillette
Taillette è un comune francese di 405 abitanti situato nel dipartimento delle Ardenne nella regione del Grand Est.

## Storia

### Simboli
Lo stemma comunale è stato adottato il 19 novembre 1999.

## Società

### Evoluzione demografica
Abitanti censiti